# Eugeniusz Frankowski
Eugeniusz Frankowski (Siedlce, 1884-Poznan, 1962) fue un etnólogo, profesor y fotógrafo polaco.

## Biografía
Nació en 1884, el 21 de noviembre, en la ciudad polaca de Siedlce. Se centró en estudios de etnología, además de practicar la fotografía. Frankowski, que pasó en la península ibérica un periodo que incluyó la Primera Guerra Mundial, durante el que realizó investigaciones etnográficas, terminó regresando a su país natal en 1921. Falleció en 1962, el día 8 de febrero, en Poznan.